# لطیف هلمت
لطیف هَلمت (کردی: له‌تیف هە‌ڵمه‌‌ت؛ زادهٔ ۱۹۴۷ م) با نام کامل لطیف محمود بَرزَنجی شاعر، مترجم، نویسنده و روزنامه‌نگار کُرد است. او از شاعرانِ مطرح و نوسرای کُردستان و دارای بیش از ۲۰ مجموعه شعر می‌باشد.
لطیف هَلمت سال ۱۹۴۷ میلادی در شهر کفری از توابع استان کرکوک کُردستان متولد شد. هلمت در اوایل دههٔ هفتاد به همراه تنی چند از دیگر شاعران کُرد کانونِ شعر کفری را بنیان گذاشت. وی در مورد کانون کفری می‌گوید: «بیاننامه کفری دم از آزادی نویسنده و آزادی متن می‌زند، ما دم از آزادی انسان نمی‌زنیم و عقیده داریم که زمانی که متن آزاد باشد انسان نیز آزاد خواهد بود».
لحن و زبان هلمت ساده و روان و به دور از تشبیهات و استعارات پیچیده و انتزاعی است. او به جای این که با جسم و تنِ واژه‌ها کار کند، با روح و روانِ آنها کار می‌کند.شعر هلمت، شعری ساختارمند با تنوع خلّاقانه در فرم و مضمون و تصویرپردازی‌های بکر است و نوعی نگاه متفاوتِ آمیخته با چاشنی طنز دارد که امور روزمره را به پرسش‌ها و چالش‌های فلسفی و منتقدانه و معترضانه جامعه‌شناسانه می‌کِشد و با تأویل‌ها و تعبیرهای شاعرانه خاص خودش از موضوعات متنوع، دست به طرح مضامینی می‌زند که ذهن مخاطب را به چالش با پیرامون خود و غور و دقیق شدن در آن می‌کشاند. شعر هلمت به همان اندازه که دارای نهاد و آفرینشگری استفهامات است و به همان میزان که اشتهای جستجو و پرسش آفرینی دارد، پرسش زدا و فروپاشنده استفهام است. نگرش دوسویه ای که لطیف هلمت به جهان دارد، او را بر آن داشته که هم معترض اسباب و بساط زندگی مدرن امروزی باشد و هم در جستجوی دستیابی به خودخداانگاری روح انسان برآید.
زبان شعر هلمت در عین بی‌آلایشی و تصنع گزاف و بی‌مایه، از نوعی قدرتمندی و استحکام فارغ از فخامت فضل‌فروشانه و مصنوعی برخوردار است. شعر او را می‌توان رنگین‌کمانی از نقطه‌نظرات و تفکرات مختلف با وجود تناقض‌هایی که به ندرت در شعرش دیده می‌شود دانست. تجلی فرهنگ و هویت کُردی هم به‌رغم نگاه جهان‌شمول و انسان‌مدارانه و جسارت‌آمیزش در آثارش مشهود است. او سوابق مبارزاتی زیادی هم علیه حکومت صدام و حزب بعث داشته و در کل امور سیاسی و سیاستمداران را در شعرهایش به چالش می‌کشد.
وی علاوه بر کُردی مسلط به زبان عربی بوده و به این زبان نیز اشعاری سروده‌است. کتاب‌های نیز برای کودکان منتشر کرده‌است. تالیفات هلمت برای کودکان در سال ۲۰۰۰ جایزهٔ APIC سوئد را نصیب او ساخت.

لطیف هلمت دغدغه‌ها و مطالعات و تلاش‌هایی نیز در حوزه ادبیات داستانی داشته و نخستین رمانش به نام «همهٔ همسران اجنهٔ شیخ محمود» اخیراً به‌همت فریاد شیری به فارسی درآمده است. این رمان را می‌توان اتفاقی تازه در رمان‌نویسی کردی تلقی کرد.

### تالیف
1. خوا و شاره بچکۆله‌که‌مان ۱۹۷۰ (به فارسی: خداوند و شهر کوچک ما)
2. ئاماده بوون بۆ له‌دایک بوونێکی تر ۱۹۷۳ (به فارسی: آمادهٔ زادنی دیگر)
3. پرچی ئه‌و کچه ڕه‌شماڵی گه‌رمیان و کوێستانمه ۱۹۷۷ (به فارسی: گیسوانِ این دختر خیمه گاه گرمسیر و سردسیر من است)
4. گه‌رده‌لوولی سپی ۱۹۷۸ (به فارسی: گردباد سپید)
5. ئه‌و هۆنراوه‌یهٔ که ته‌واو ده‌بێ و ته‌واو نابێ ۱۹۷۹(به فارسی: آن سروده که پایانی دارد و پایانی ندارد)
6. ئه‌و نامانهٔ که دایکم نایانخوێنێته‌وه ۱۹۷۹ (به فارسی: نامه‌هایی که مادرم نمی خواندشان)
7. وشهٔ جوان گوڵه گوڵ ۱۹۷۹ (به فارسی: واژهٔ زیبا گُل است گُل)
8. سروودی هه‌ژاران ۱۹۸۳ (به فارسی: سرودِ بینوایان)
9. ئه‌م ڕووباره وشک ناکات ۱۹۹۱ (به فارسی: این رودخانه به گِل نمی‌نشیند)
10. گورگه‌کانی له‌تیف هە‌ڵمه‌ت ۱۹۹۷ (به فارسی: گرگ‌های لطیف هلمت)
11. ده‌قێکی بە‌رە‌ڵا یا مۆنتاج کردنی ڕێپۆڕتاژه کاریکاتێرییه‌کان ۲۰۰۰ (به فارسی: متنی یَله یا سرهم کردنِ گزارش‌های کاریکاتوری)
12. ته‌بایی و ململانێی نێوان هاووڵاتیه ئه‌له‌کترۆنیکیه‌کانی کۆماری له‌تیف هە‌ڵمه‌ت ۲۰۰۱ (به فارسی: همبستگی و رقابت بین هموطن‌های الکترونیکیِ جمهوریت لطیف هلمت)
13. ددانی پاشە‌ڕۆژ وه‌ک ددانی جه‌نگ سپییه ۲۰۰۱ (به فارسی: دندان‌های فردا همچو دندانهای جنگ سپید است)
14. عه‌شقنامهٔ سه‌دهٔ بیست و یه‌ک ۲۰۰۹ (به فارسی: عشقنامهٔ قرن بیست و یکم)
15. شێعری دژه شێعر یا یارییه‌کی کۆن و نوێ ۲۰۱۴ (به فارسی: شعرِ ضد شعر یا بازی ای کهنه و نو)

### ترجمه
1. مێیینه هه‌ر له سه‌ره‌تاوه بوو ۲۰۰۰ (به فارسی: زن از همان روزِ ازل در میانه بود) ترجمه گزیده اشعار سعاد محمد الصباح از عربی به کردی

## ترجمه آثار به فارسی
1. گیسوانت سیه چادرِ گرمسیر و سردسیر من است[۷]. ترجمهٔ رضا کریم مجاور
2. آیه‌های عاشقانه[۸]. ترجمهٔ رضا کریم مجاور
3. همهٔ همسرانِ اجنّهٔ شیخ محمود[۹] ترجمه فریاد شیری و سارا قبادی
4. گلوله‌ها خاموش، کودکی می‌خواهد بخوابد[۱۰]. ترجمهٔ علی حقیقی
5. گورستان گل‌ها[۱۱]. ترجمهٔ مختار شکری پور.
6. عاشقانه های لطیف هلمت[۱۲]. ترجمه مریوان حلبچه‌ای

## تجلیل
از وی به عنوان یکی از مشاهیر کرد در تیر ماه ۱۳۹۸ در کنگره جهانی مشاهیر کرد تجلیل و تقدیر شد. به وی نشان نشان شهروند طلایی اعطا شد.